# 216-os busz (Budapest)
A budapesti 216-os jelzésű autóbusz a Deák Ferenc tér és a Dísz tér között közlekedik. A viszonylatot a Budapesti Közlekedési Zrt. üzemelteti.

## Története
A budavári 16-os busz 2008. szeptember 5-éig a Deák Ferenc tér és a Dísz tér között közlekedett, a Dísz tértől a Bécsi kapu felé a 10-es és 110-es buszok jártak. Miután a 16-os buszt meghosszabbították a Moszkva térig (ma Széll Kálmán tér), korábbi útvonalán 216-os jelzésű sűrítőjárat indult budavári rendezvények idején. Első alkalommal 2009. augusztus 20-án, utoljára pedig 2018. szeptember 9-én közlekedett. Útvonala azóta változatlan, a Krisztina téren viszont nem mindig állt meg.
2019. június 15-étől 16B jelzéssel, minden hétvégén közlekedett a 16-os busz sűrítése céljából.
2020. március 16-ától ideiglenesen nem közlekedett.
2022. december 17-étől 216-os jelzéssel indították újra.
2023. szeptember 1-től az útvonalán a Deák Ferenc tér M felé a Palota úton Tábor utca néven új megállóhelyet létesítettek.
2024. augusztus 17–20. között az ünnep miatti lezárások idején a terelt útvonalon közlekedő 216-os busz forgalmát az ideiglenes 216A betétjárat segítette a Dísz tér és a Clark Ádám tér közötti szakaszon.
2024. október 1-jétől megáll az új Halászbástya (Schulek Frigyes lépcső) megállóban is a Hunyadi úton.

## Útvonala
| Dísz tér felé |
| Deák Ferenc tér M vá. – Erzsébet tér – József Attila utca – Széchenyi István tér – Széchenyi lánchíd – Clark Ádám tér – Hunyadi János út – Dísz tér – Dísz tér vá.                                                        |
| Deák Ferenc tér felé |
| Dísz tér vá. – Dísz tér – Palota út – Dózsa György tér – Attila út – Alagút utca – Alagút – Clark Ádám tér – Széchenyi lánchíd – Széchenyi István tér – József Attila utca – Bajcsy-Zsilinszky út – Deák Ferenc tér M vá. |

## Megállóhelyei
Az átszállási kapcsolatok között az azonos, de hosszabb útvonalon (Széll Kálmán térig) közlekedő 16-os busz nincs feltüntetve.
| 0  | Deák Ferenc tér M végállomás      | 16 | 47, 48, 49 72 9, 100E, 105, 178, 210, 210B |
| ∫  | Deák Ferenc tér M                 | 14 | 9, 105, 178, 210, 210B 72                  |
| 2  | Hild tér (↓) József nádor tér (↑) | 11 | 15, 105, 178, 210, 210B                    |
| 4  | Széchenyi István tér              | 10 | 2, 2B, 23 105, 178, 210, 210B              |
| 7  | Clark Ádám tér                    | 8  | 19, 41 105, 178, 210, 210B Budavári sikló  |
| 8  | Donáti utca                       | ∫  |                                            |
| ∫  | Krisztina tér                     | 6  | 56, 56A 5, 105, 178, 210, 210B             |
| ∫  | Dózsa György tér                  | 4  | 56, 56A 5                                  |
| ∫  | Palota út, gyorslift              | 3  |                                            |
| ∫  | Tábor utca                        | 1  |                                            |
| 11 | Dísz tér végállomás               | 0  | 16A, 116                                   |